# Pyramica
Pyramica é um gênero de insetos, pertencente a família Formicidae.